# Sten Stensson kommer tillbaka
Sten Stensson kommer tillbaka är en svensk komedifilm från 1963 i regi av Börje Larsson.
Sten Stensson kommer tillbaka är den sjätte och hittills sista långfilmen om paragrafryttaren Sten Stensson Stéen från Eslöv. Filmen hade premiär 1963 och blev Nils Poppes 37:e och sista långfilm.
Rollen som Sten Stensson Stéen hade han tidigare gestaltat i filmerna Sten Stensson Steen kommer till stan 1945,
Ballongen 1946 och Ljuset från Lund 1955.
Nils Poppe gestaltade även Sten Stensson Stéen på scen i folklustspelen Sten Stensson Steen från Eslöv 1967 och Sten Stensson Steen går igen 1981 på Fredriksdalsteatern i Helsingborg.

## Om filmen
Filmen premiärvisades 7 oktober 1963 på biografen Rio i Malmö. Förlaga till filmens manus var John Wigforss pjäs Sten Stensson Stéen från Eslöf. Elis Ellis gjorde rollen som Sten Stensson vid filmatiseringen 1924

## Rollista i urval
- Nils Poppe - Sten Stensson
- Hjördis Petterson - Agda
- John Norrman - Putte
- Claes Esphagen - Olsson
- Sten Lonnert - Rulle
- Carl-Axel Elfving - Nilsson
- Morgan Andersson - Monsieur
- Lena Brundin - Karin
- Tage Severin - Gunnar
- Lill Larsson - gatflickan
- Hilding Rolin - kommissarie Fröberg
- Ilse-Nore Tromm - fru Fröberg
- Arthur Fischer - Stens far
- Inga-Lill Åhström - Stens mor

## DVD
Filmen gavs ut på DVD 2004 tillsammans med komedin Sten Stensson kommer till stan.